# 11 رجب
- السبت
- الأحد
- الاثنين
- الثلاثاء
- الأربعاء
- الخميس
- الجمعة

- 2728 ديسمبر 2024
- 2829 ديسمبر 2024
- 2930 ديسمبر 2024
- 3031 ديسمبر 2024
- 11 يناير 2025
- 22 يناير 2025
- 33 يناير 2025
- 44 يناير 2025
- 55 يناير 2025
- 66 يناير 2025
- 77 يناير 2025
- 88 يناير 2025
- 99 يناير 2025
- 1010 يناير 2025
- 1111 يناير 2025
- 1212 يناير 2025
- 1313 يناير 2025
- 1414 يناير 2025
- 1515 يناير 2025
- 1616 يناير 2025
- 1717 يناير 2025
- 1818 يناير 2025
- 1919 يناير 2025
- 2020 يناير 2025
- 2121 يناير 2025
- 2222 يناير 2025
- 2323 يناير 2025
- 2424 يناير 2025
- 2525 يناير 2025
- 2626 يناير 2025
- 2727 يناير 2025
- 2828 يناير 2025
- 2929 يناير 2025
- 3030 يناير 2025
- 131 يناير 2025

11 رجب أو 11 رجب الفرد أو 11 رجب المُرجَّب أو يوم 11 \ 7 (اليوم الحادي عشر من الشهر السابع) هو اليوم الثامن والثمانون بعد المائة (188) من أيَّام السنة (أو التاسع والثمانون بعد المائة لو كان شهر جمادى الآخرة مُتممًا لليوم الثلاثين أو التسعون بعد المائة لو أتم كلًا من صفر وربيع الآخر وجمادى الآخرة ثلاثين يومًا) وفق التقويم الهجري القمري (العربي). يبقى بعده 166 أو 167 يومًا لانتهاء السنة.

## أحداث
- 678 هـ - المبايعة بالحكم للسلطان المملوكي المنصور قلاوون.
- 1283 هـ - تأسيس الكلية السورية البروتستانتية في بيروت.
- 1350 هـ - بناء أول مبنى كنيسة في الكويت وهي «كنيسة المسيح»، وكانت تقام بها صلوات باللغة الإنجليزية والعربية ومقرها بجوار مبنى المستشفى الأمريكاني.
- 1379 هـ - جمال عبد الناصر يضع حجر الأساس لبناء السد العالي بعد إقراض الاتحاد السوفيتي لبلاده مبلغ 100 مليون دولار، مع رفض البنك الدولي تمويل بناء السد.
- 1389 هـ - انعقاد مؤتمر قمة منظمة المؤتمر الإسلامي الذي دعا إليه ملك المغرب الحسن الثاني لبحث الآثار المترتبة على حريق المسجد الأقصى.
- 1391 هـ - الإعلان رسميًا عن قيام اتحاد الجمهوريات العربية والذي ضم مصر وليبيا وسوريا، لكن الاتحاد كان شكليًا ولم يؤدي أي دور.
- 1397 هـ - جيبوتي تحصل على استقلالها بعد استفتاء شعبي، وكانت جيبوتي خاضعة للاستعمار الفرنسي، وتعرف باسم «الصومال الفرنسي».
- 1409 هـ - تأسيس مجلس التعاون العربي الذي يضم مصر والأردن والعراق واليمن الشمالي.
- 1418 هـ - أمطار غزيرة تضرب الكويت وتسبب أكثر من 100 حادث مروري.
- 1424 هـ - رئيس السلطة الوطنية الفلسطينية ياسر عرفات يعين أحمد قريع رئيسًا للوزراء خلفًا لمحمود عباس.
- 1429 هـ - المدعي العام في المحكمة الجنائية الدولية لويس مورينو أوكامبو يصدر مذكرة توقيف بحق الرئيس السوداني عمر البشير وذلك لارتكابه جرائم حرب في إقليم دارفور.
- 1436 هـ - إعفاء الأمير مقرن بن عبد العزيز آل سعود من منصب ولاية العهد وتعيين الأمير محمد بن نايف بن عبد العزيز آل سعود وليًا للعهد والأميرمحمد بن سلمان بن عبد العزيز آل سعود وليًا لولي العهد، وذلك بأمر من الملك سلمان بن عبد العزيز آل سعود ملك المملكة العربية السعودية .
- 1438 هـ - مُدمرات أمريكية تقصف مطار الشعيرات العسكري في محافظة حمص رداً على الهجوم الكيميائي لِخان شيخون.

## مواليد
- 1303 هـ - سليم حسن، عالم مصريات.
- 1339 هـ - حسين وحيد الخراساني، مرجع ديني شيعي إيراني.
- 1343 هـ - سعد الدين وهبة، مؤلف مصري.
- 1357 هـ - أسعد فضة، ممثل سوري.
- 1367 هـ - سامي كلارك، موسيقي مصري.
- 1372 هـ - هالة فؤاد، ممثلة مصرية.
- 1380 هـ - أشرف زكي، ممثل مصري.
- 1391 هـ -
  - يوسف الشبيلي، عالم فقه مقارن بجامعة الإمام محمد بن سعود الإسلامية بالرياض.
  - خاقان شكور، لاعب كرة قدم تركي.
- 1399 هـ - أسامة حلال، ممثل سوري.
- 1402 هـ - محمد راشد، لاعب كرة قدم كويتي.
- 1403 هـ - آلاء عفاش، ممثلة سورية.
- 1407 هـ - إيمي سمير غانم، ممثلة مصرية.

## وفيات
- 571 هـ - ابن عساكر، إمام حافظ ومؤرخ مسلم.
- 1294 هـ - خير الدين التونسي، مفكر وسياسي مصلح تونسي والصدر الأعظم العثماني.
- 1386 هـ - محمد كمال المصري، ممثل مصري عرف باسم «شرفنطح».
- 1388 هـ - محمد بن حسين العلي، فقيه وقاضي سعودي.
- 1417 هـ - محمد عبد السلام، عالم فيزياء باكستاني حاصل على جائزة نوبل في الفيزياء.
- 1433 هـ - فريد حبيب، سياسي لبناني.

## وصلات خارجية
- موقع قصة الإسلام: حدث في شهر رجب.